# Pakusza Zoltán
Pakusza Zoltán (Miskolc, 1978. október 14. –) földrajz-történelem szakos tanár, politikus, közszereplő, önkormányzati képviselő Miskolcon. A Mi Hazánk Mozgalom országos elnökségének tagja (alelnöke) és Borsod-Abaúj-Zemplén vármegyei elnöke.

## Tanulmányok, család
A Diósgyőri Gimnáziumban (Kilián) érettségizett, az Eszterházy Károly Egyetemen szerzett földrajz-történelem szakos tanári oklevelet.
Miskolcon lakik.

## Politikai pályája
Politikai pályáját a Jobbikban kezdte, 2008-ban.
A 2010-es magyarországi önkormányzati választáson a Jobbik kompenzációs listáján szerzett először önkormányzati képviselői mandátumot Miskolc közgyűlésében.
2012-ben a miskolci szervezet elnöke lett.
2014-ben az országgyűlési képviselők választásán a Borsod-Abaúj-Zemplén megyei 2. sz. országgyűlési egyéni választókerületben nagyon szoros eredménnyel maradt le a befutó Dr. Varga László (MSZP-EGYÜTT-DK-PM-MLP; 31.39 %) és Sebestyén László (FIDESZ-KDNP; 30.89 %) mögött, 30.6 %-os szavazataránnyal.
A 2014-es magyarországi önkormányzati választáson Miskolc. 17. egyéni választókerületében a Jobbik jelöltjeként szerzett egyéni önkormányzati képviselői mandátumot.
2015-ben a Jobbik megyei tisztújítása során megyei elnökké választották.
A 2018-ban az országgyűlési képviselők választásán a Borsod-Abaúj-Zemplén megyei 2. sz. országgyűlési egyéni választókerületben a Jobbik jelöltjeként ismét a harmadik legtöbb szavazatot kapta (28,25 %-os szavazataránnyal).
2018-ban az országgyűlési választás és Vona Gábor lemondása után, a Jobbik tisztújító kongresszusát követően sokadmagával együtt kilépett a Jobbikból és csatlakozott az akkor megalakult Mi Hazánk Mozgalomhoz, amelynek megbízott Borsod-Abaúj-Zemplén megyei elnöke lett.
2019-ben az európai parlamenti képviselők választásán a Mi Hazánk Mozgalom önálló listájának 12. helyén szerepelt jelöltként.
A 2019-es magyarországi önkormányzati választáson a Mi Hazánk Mozgalom kompenzációs listájáról szerzett ismét önkormányzati képviselői mandátumot Miskolc közgyűlésében. A Köznevelési, Kulturális, Turisztikai, Ifjúsági és Sport Bizottság tagja.
A Mi Hazánk első tisztújító kongresszusán 2020. augusztus 22-én a párt országos alelnökévé választották.
Országos alelnökként ill. regionális igazgatóként részt vett a Mi Hazánk 2022-es magyarországi országgyűlési választáson indítandó jelöltjeinek bemutatásában: 
- dr. Fiszter Zsuzsanna Borsod-Abaúj-Zemplén megyei 4. sz. országgyűlési egyéni választókerületi,[8][9]
- Szabó Bettina Jász-Nagykun-Szolnok megyei 4. sz. országgyűlési egyéni választókerületi[10]
- Vincze Béla Jász-Nagykun-Szolnok megyei 1. sz. országgyűlési egyéni választókerületi,[11]
- Dobrán Gyula Jász-Nagykun-Szolnok megyei 2. sz. országgyűlési egyéni választókerületi,[12][13]
- Pasztorniczky István Borsod-Abaúj-Zemplén megyei 5. sz. országgyűlési egyéni választókerületi,[14][15]
- Kerékgyártó László Zala megyei 2. sz. országgyűlési egyéni választókerületi[16]

országgyűlési képviselőjelölteket mutatta be.
A 2022-es magyarországi országgyűlési választáson a Mi Hazánk Mozgalom egyéni képviselőjelöltjeként Borsod-Abaúj-Zemplén 02. számú országgyálési egyéni választókerületben indult, a Mi Hazánk Mozgalom országos listáján pedig a 7. helyen indította a Mi Hazánk. Egyéni jelöltként választókerületében 8,46 %-kal harmadikként végzett. Az országos listákra leadott szavazatok alapján a Mi Hazánk listájáról hetedikként esélyesnek tünt a mandátumszerzése, azonban a levélszavazatok összeszámlálása után a Mi Hazánk Mozgalom csak hat képviselői helyet kapott, így nem lett országgyűlési képviselő.
A 2024-es önkormányzati választáson a Mi Hazánk Mozgalom miskolci polgármesterjelöltjeként, kompenzációs listavezetőjeként és Miskolc 15. számú egyéni választókerületi jelöltjeként indult, az utóbbiban egyéni választókerületi képviselői mandátumot szerzett a 2024-2029. évi választási ciklusra.